# Pterocephalus dumetorum
Pterocephalus dumetorum är en tvåhjärtbladig växtart som först beskrevs av Pierre Marie Auguste Broussonet, och fick sitt nu gällande namn av Thomas Coulter. Pterocephalus dumetorum ingår i släktet Pterocephalus och familjen Dipsacaceae. Inga underarter finns listade i Catalogue of Life.

## Bildgalleri

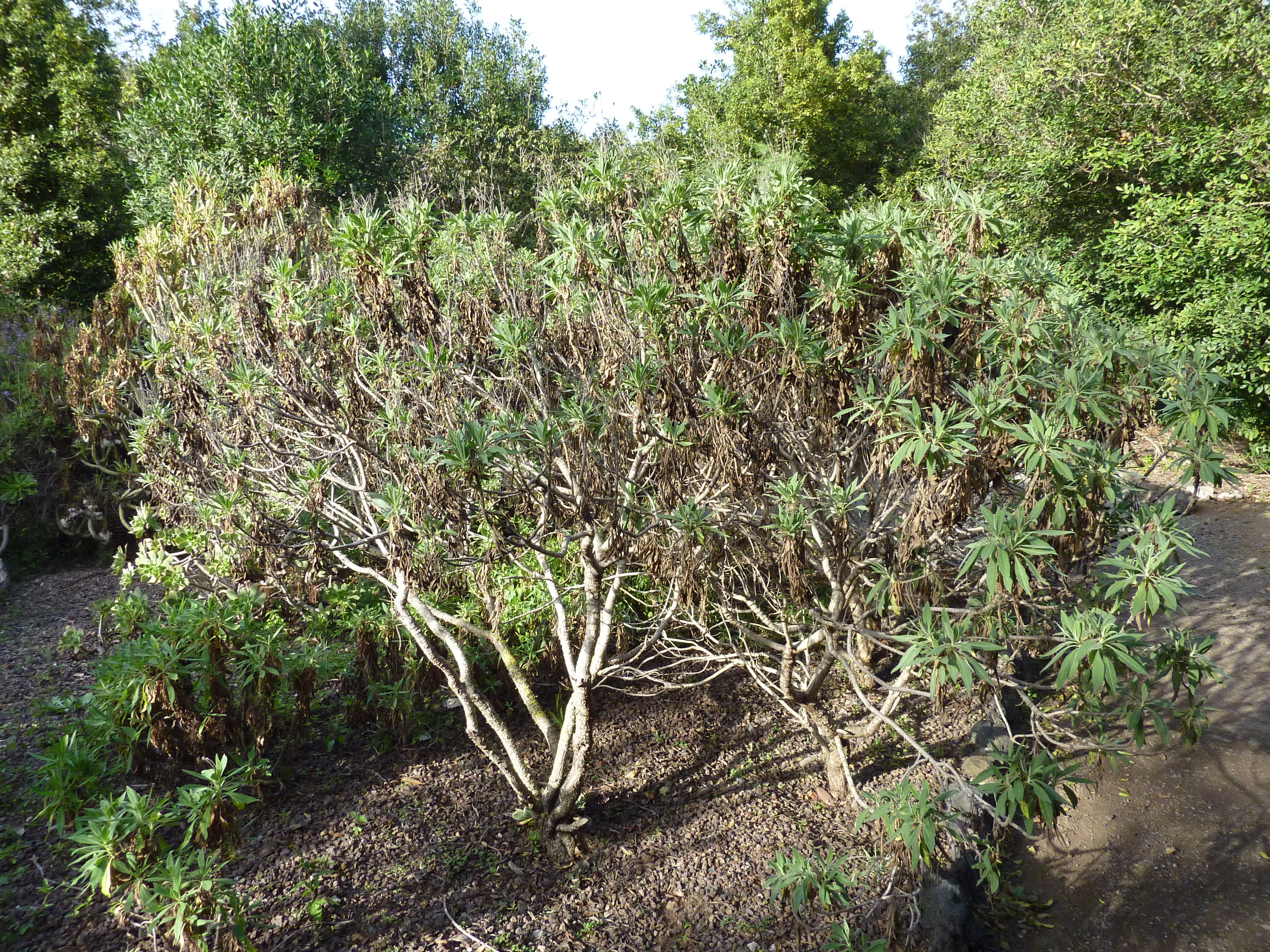
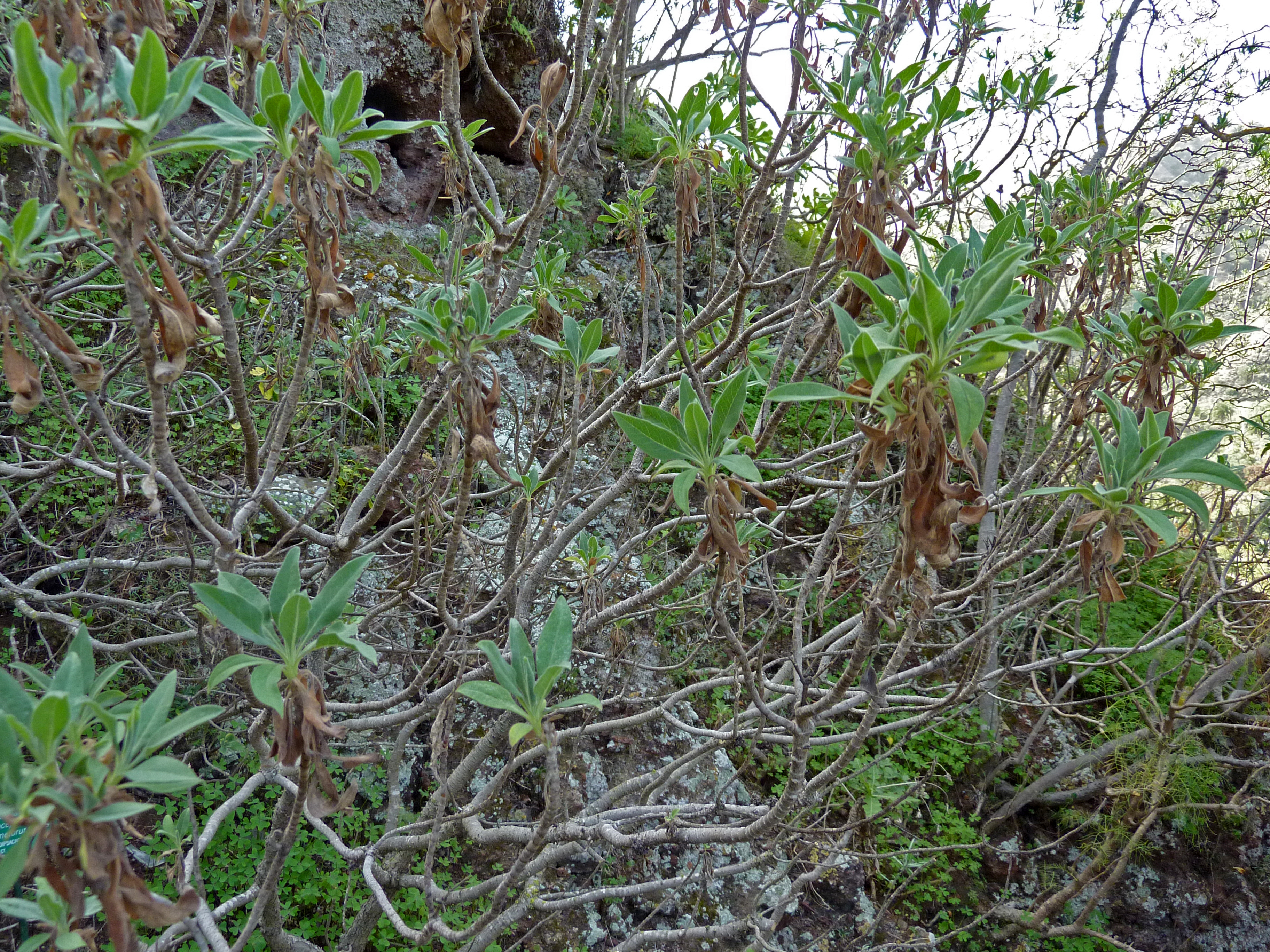